# Fordonia
Fordonia és un gènere de mamífers extints de la família dels pseudorrincociònids que visqueren en allò que avui en dia és França i el Regne Unit.